# Seeboden am Millstätter See

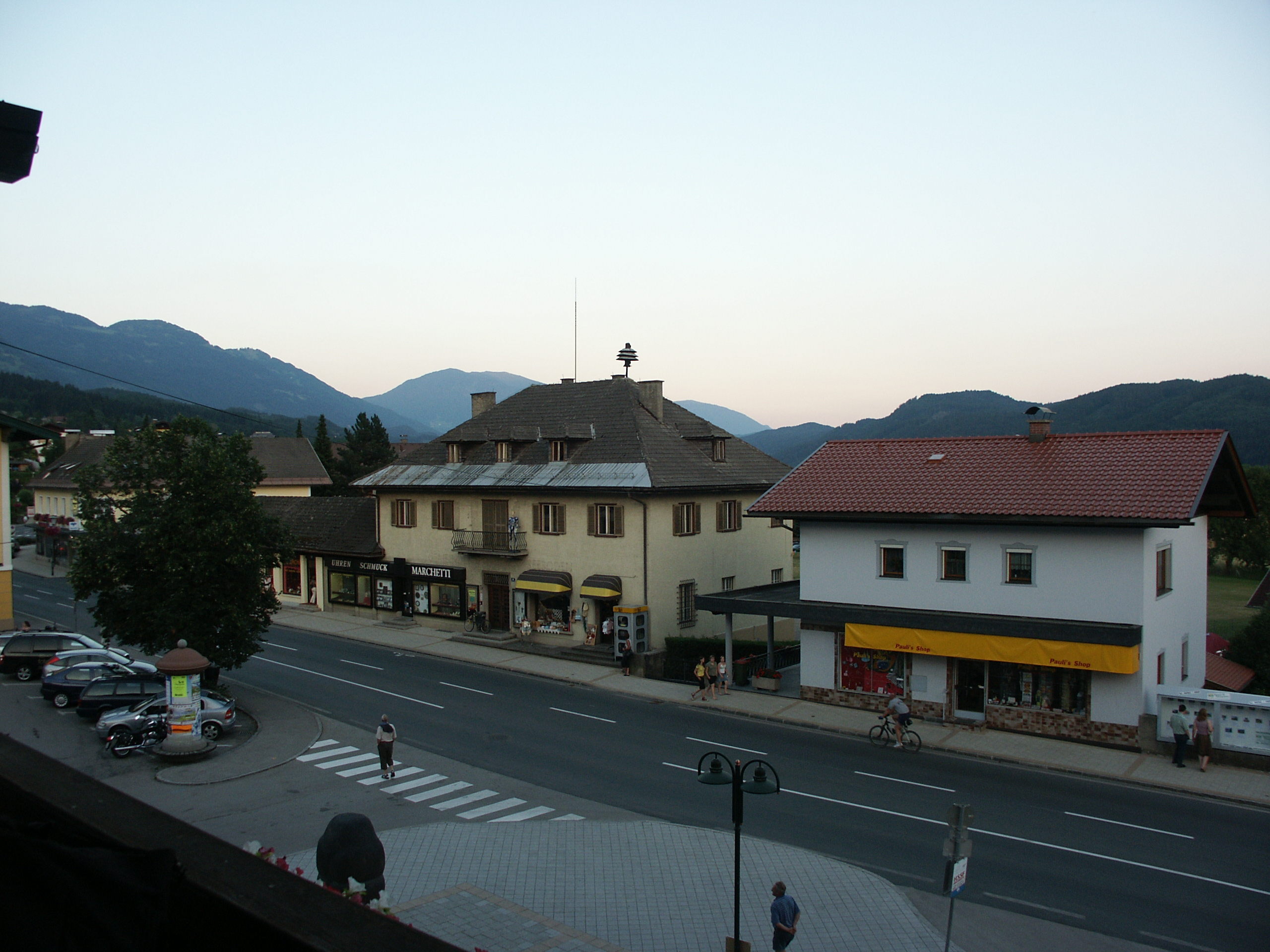
Hauptstraße, đường phố chính của Seeboden.

Seeboden am Millstätter See là một thị trấn ở huyện Spittal an der Drau thuộc bang Carinthia, Áo.
Seeboden am Millstätter See tọa lạc ở cuối phía tây Millstätter See ngay bên cạnh huyện lỵ Spittal an der Drau.
Seeboden am Millstätter See gồm các đơn vị địa phương: Lieseregg, Lieserhofen, Seeboden and Treffling. Có 22 địa danh ở thị trấn (dân số trong ngoặc đơn, thời điểm năm 2001):
- Am Tschiernock (0)
- Kötzing (108)
- Karlsdorf (155)
- Kolm (58)
- Kras (98)
- Liedweg (69)
- Lieserbrücke (815)
- Lieseregg (3)
- Lieserhofen (547)
- Litzldorf (23)
- Lumbichl (227)
- Muskanitzen (38)
- Pirk (103)
- Raufen (5)
- Sankt Wolfgang (33)
- Schloßau (87)
- Seebach (78)
- Seeboden (2783)
- Tangern (192)
- Trasischk (36)
- Treffling (468)
- Unterhaus (119)

Seeboden am Millstätter See có khu nghỉ mát Wirlsdorf.
Thị trấn này tổ chứ Liên hoan thế giới nghệ thuật vẽ trên cơ thể (đã được tổ chức ở Seeboden từ năm 1998)

## Cư dân nổi tiếng
- Otto Eder (1924-1982), nhà điêu khắc
- Thomas Morgenstern (sinh năm 1986), vận động viên trượt tuyết
- Hannelore Gigler (sinh năm 1954), vận động viên
- Herbert Haupt (sinh năm 1947), nhà chính trị
- Eva Glawischnig-Piesczek (sinh năm 1969), nhà chính trị